# Ludwika Paleta
Ludwika Paleta Paciorek (née le 29 novembre 1978 à Cracovie), est une actrice polono-mexicaine.

## Biographie
Son père est le violoniste Zbigniew Paleta et sa mère est le professeur d'art Bárbara Paciorek Paleta. Sa sœur Dominika Paleta est aussi actrice. Elle a épousé l'acteur Plutarco Haza. 
Elle tient le rôle principal dans une des telenovelas immémoriables d'Amérique latine, Carrusel, où elle interprète une fille (María Joaquina Villaseñor) malveillante, égoïste, raciste et cruelle.

## Filmographie
- Seis días en la oscuridad de Gabriel Soriano
- 2003 : Naturaleza muerta
- 2003 : Corazón de melón
- 2007 : Propiedad ajena
- 2007 : Polvo de Ángel
- 2008 : El libro de piedra
- 2010 : Megamente : Roxanna Ritchie
- 2013 : No sé si cortarme las venas o dejármelas largas

## Télévision

### Télénovelas
- 1989 : Carrusel (Televisa) : María Joaquina Villaseñor
- 1992 : El abuelo y yo (Televisa) : Alejandra Díaz-Uribe
- 1995 - 1996 : María la del barrio (Televisa) : María de los Ángeles "Tita" de la Vega Hernández
- 1997 - 1998 : Huracán (Televisa) : Norma Vargas Lugo
- 2001 : Amigas y rivales (Televisa) : Jimena de la O
- 2003 : Niña amada mía (Televisa) : Carolina Soriano
- 2004 - 2005 : Mujer de madera (Televisa) : Aída Santibáñez Villalpando
- 2006 : Duelo de pasiones (Televisa) : Alina Montellano
- 2007 - 2008 : Palabra de mujer (Televisa) : Paulina Álvarez y Junco
- 2009 - 2010 : Los exitosos Pérez (Televisa) : Sol Duarte de Pérez
- 2012 : Abismo de pasión (Televisa) : Estefanía Bouvier de Castañón (Participation spéciale)
- 2021 : Rendez-vous à Mexico (Netflix)
- 2022 : Deux mamans sous le même toit : netflix